# Issîk-Kul
Issîk-Kul (de asemenea Ysyk-Köl) este un lac endoreic (fără scurgere) din partea de a munților Tian-Șan din estul Kârgâzstanului. Este al șaptelea lac ca adâncime din lume, al zecelea ca volum lac din lume (deși nu ca suprafață) și al doilea ca mărime lac salin după Marea Caspică. Issîk-Kul înseamnă „lac cald” în limba kârgâză; deși este situat la altitudinea impresionantă de 1.607 m și supus frigului puternic în timpul iernii, nu îngheață niciodată.
Lacul este un sit Ramsar cu o biodiversitate semnificativă la nivel global și face parte din Rezervația Biosferei Issîk-Kul.

## Geografie
Lacul Issîk-Kul are 182 km lungime, până la 60 km lățime și suprafața sa este 6.236 km2. Este al doilea ca mărime lac de munte din lume, după Lacul Titicaca din America de Sud. Se află la o altitudine de 1.607 m și atinge 668 m adâncime.
Aproximativ 118 râuri și pâraie se varsă în lac; cele mai mari sunt Jyrgalang și Tüp. Este alimentat de izvoare, inclusiv multe izvoare termale și de topirea zăpezilor. Lacul nu are o scurgere, dar unii hidrologi presupun că apa lacului se strecoară subteran în râul Chu. Fundul lacului conține mineralul monohidrocalcit: unul dintre puținele depozite lacustre cunoscute.
Malul sudic al lacului este dominat de lanțul muntos Teskey Ala-Too din munții Tian-Șan. Versanții nordici ai lanțului sunt lungi și livrează un volum de apă considerabil către Issîk-Kul. Numeroase pâraie care iau naștere pe versanți confluează în râuri relativ mari. Ele brăzdează lanțul muntos în adâncime și curg în văi largi. La ieșirea din munți râurile formează conuri aluviale mari. În partea de est a Issîk-Kul râurile se varsă în râul Jyrgalang. Lanțul muntos Kungey Alatau din Tian-Șan este paralel cu malul de nord. Versanții sudici ai Kungey Alatau sunt relativ scurți. Prin urmare râurile de acolo sunt relativ mici și nu au șansa de a conflua ca să formeze sisteme hidrografice mai mari. Ca urmare ele se varsă separat fie în Issîk-Kul, fie în râul Tüp care curge de-a lungul acestui lanț muntos.
Salinitatea apei lacului este de cca. 0,6% – comparativ cu 3,5% de salinitate a apei de mare tipice – și, deși nivelul lacului este încă în prezent cu circa 8 m mai mare decât în epoca medievală, nivelul său scade acum cu aproximativ 5 cm pe an din cauza deturnării apei.
Din punct de vedere administrativ, lacul se află în regiunea Issîk-Kul a Kârgâzstanului.

## Mediul înconjurător

### Zonele special protejate

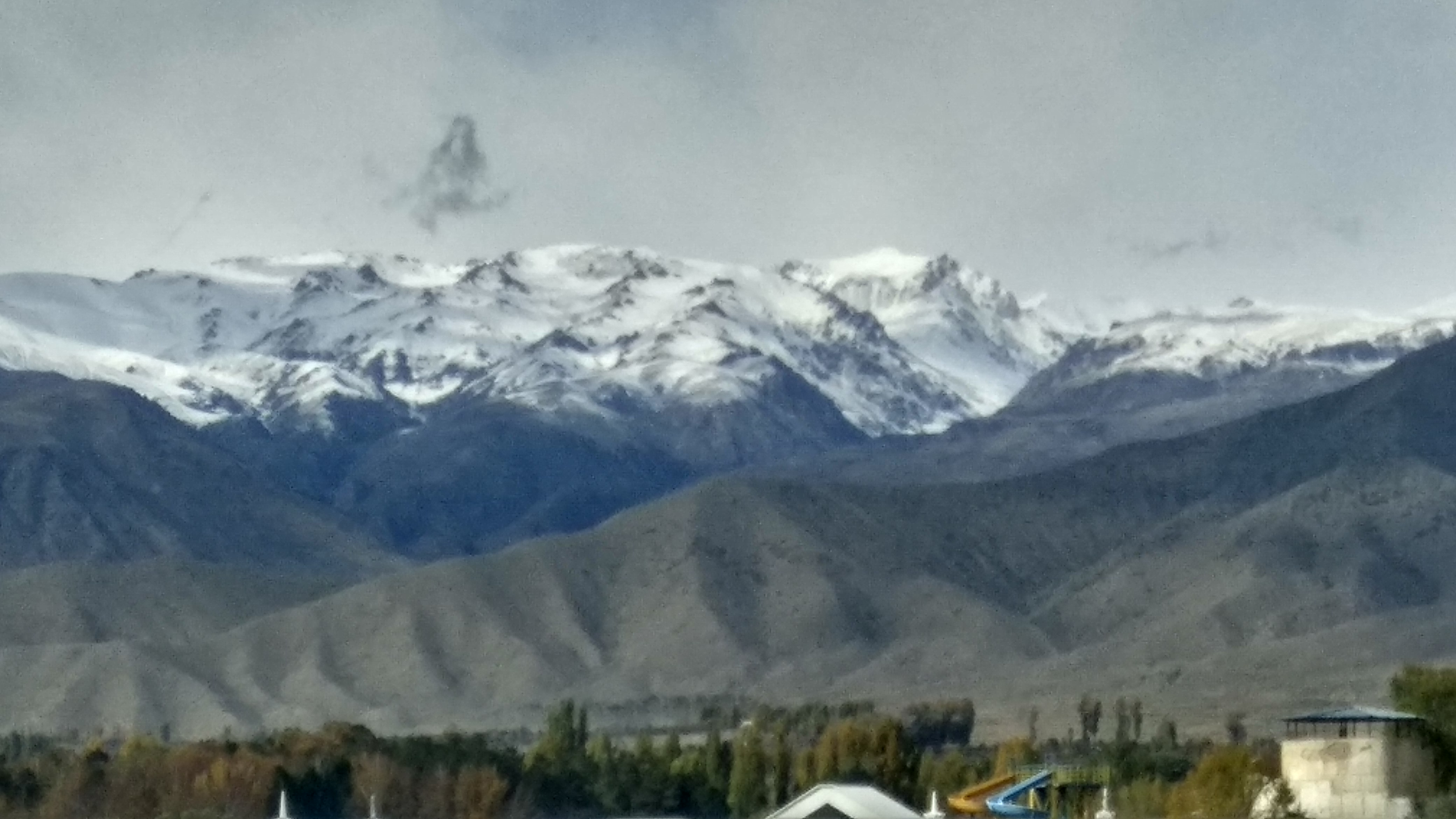
Munții de lângă Issîk-Kul

Prima rezervație naturală din Kârgâzstan, Rezervația de stat Issîk-Kul a fost înființată în 1948 pentru a proteja peisajele naturale unice și păsările de apă de la Issîk-Kul. În 1975 a fost recunoscută ca sit Ramsar. Rezervația Biosferică Issîk-Kul acoperită de Rețeaua Mondială a Rezervațiilor Biosferei UNESCO a fost înființată în anul 2000 în granițele administrative ale regiunii Issîk-Kul.

### Peștii
Lacul conține o biodiversitate piscicolă endemică, iar unele specii, inclusiv patru endemice, sunt serios periclitate. În ultimii ani, capturile tuturor speciilor de pești au scăzut considerabil, din cauza unei combinații de pescuit excesiv, pradării puternice de către două specii introduse (șalăul și păstrăvul curcubeu) și încetarea repopulării lacului cu puiet de pește din incubatoare. Cel puțin patru specii de pești endemici valoroși din punct de vedere comercial sunt suficient de amenințate pentru a fi incluse în Cartea Roșie a Republicii Kârgâze: cleanul lui Schmidt (Leuciscus schmidti), cleanul de Issîk-Kul ( Leuciscus bergi ), marinka (Schizothorax issyk-kuli) și osmanul gol (Gymnodiptychus dybowskii). Alte șapte specii endemice sunt aproape sigur amenințate ca capturi accidentale sau sunt influențate indirect de activitatea de pescuit și de modificările aduse structurii și echilibrului populației piscicole a lacului. 
Păstrăvul de Sevan, un pește endemic în lacul Sevan din Armenia, a fost introdus în Issîk-Kul în anii 1970. În timp ce acest pește este o specie pe cale de dispariție în lacul său „natal”, are o șansă mult mai bună de a supraviețui în lacul Issîk-Kul, unde a devastat speciile indigene. 

### Lacul Mort
Există un mic lac sub nivelul apei din Issîk-Kul la sud-vest de lac. Acest lac este numit lacul mort (Tyz köl în kârgâză), datorită conținutului său foarte mare de sare, iar înotul în lacul mort de la Issîk-Kul este o experiență foarte diferită de apa mai puțin sărată. Lacul este alimentat de mici izvoare, care aduc apa rece, mai ușoară, la suprafața lacului și adesea apa sărată și grea de la adâncime este ciudat mai caldă decât apa de la suprafață.

## Orașele de pe malul lacului
Orașe și câteva sate din jurul lacului, enumerate în sensul acelor de ceasornic de la vârful vestic al lacului:
- Balîkci (stație de cale ferată la capătul vestic al lacului)
- Koș-Kiol
- Tamci
- Ciolpon-Ata (capitala malului de nord )
- Tiup
- Karakol (capitala regională de la capătul de est al lacului, numită anterior Prjevalsk)
- Barskoon